# Jean-Louis Ier d'Anhalt-Dornbourg
Pour les articles homonymes, voir Dornburg.
Jean-Louis Ier d'Anhalt-Dornbourg ou Dornburg, né le 4 mai 1656 à Zerbst et mort le 1er novembre 1704 à Dornbourg, est un prince allemand de la maison d'Ascanie premier souverain de la principauté d'Anhalt-Dornbourg.

## Biographie

### Origine
Jean-Louis est le sixième fils mais le quatrième garçon survivant de Jean VI d'Anhalt-Zerbst, et de son épouse Sophie-Augusta de Holstein-Gottorp, fille du duc Frédéric III de Holstein-Gottorp.

### Jeunesse
Après la mort de son père en 1667, Jean-Louis hérite de la cité de Dornbourg et du titre de prince. Comme il est encore mineur sa mère la princesse douairière Sophie Augusta, intervient comme régente pour son compte et ceux de ses frères. En 1672, le jeune prince âgé de seize ans commence son Grand Tour avec son frère aîné Charles-Guillaume à Ratisbonne. Là ils rejoignent leurs autres frères Antoine-Günther et Jean-Adolphe, qui viennent juste de rentrer de leur voyage en Italie. Les princes deviennent les hôtes d'honneur de l'empereur Léopold Ier à Vienne, et obtiennent l'honneur insigne de lui baiser la main. Pendant leur séjour à la cour impériale, Jean-Louis et ses frères profitent de l'opportunité pour parfaire leurs connaissances et nouer des contacts utiles. Ensuite les plus jeunes frères reviennent à Zerbst. Ils ont apprécié le temps passé ensemble qui est à l'origine du lien profond et étroit tissé entre eux qui perdure tout au long de leurs vies.

### Un grand voyageur
En 1674 Jean-Louis est privé d'un autre voyage prévu. Il doit en effet accompagner en  Italie le prince héréditaire, Auguste Frédéric, fils aîné et héritier d'Antoine-Ulrich de Brunswick-Wolfenbüttel; bien que tous les préparatifs nécessaires soient effectués, le projet est annulé parce que Jean-Louis se casse une jambe. Au cours des trois années suivantes il doit affronter des séquelles physiques graves de son accident. Les médecins sont incapables de lui remettre les os de la jambe correctement en place et ne peuvent que lui donner des analgésiques. Finalement le prince recouvre la pleine santé. Pendant cette période son frère aîné 
Charles-Guillaume d'Anhalt-Zerbst a pris le gouvernement de la principauté d'Anhalt-Zerbst et la garde de ses frères et sœurs encore mineurs. Pendant son séjour à Vienne Jean-Louis a également fait un détour par la  partie de la Hongrie qui dépend alors de l'Empire des Habsbourg. Il inspecte la forteresses de Raab maintenant Győr, dans le Nord-Ouest de la Hongrie et de Comorra désormais Komárom, à la frontière avec l'actuelle  Slovaquie. Ensuite de Vienne il voyage via Salzbourg et le Tyrol jusqu'à Venise et Rome. Au palais du Vatican il s'entretient avec plusieurs cardinaux du Sacré Collège et d'autres dignitaires de l'Église de la cour pontificale. Il est également reçu à plusieurs audiences du pape Innocent XI. L'année suivante, en 1678, Jean-Louis voyage vers le sud et visite Naples, la Sicile, et Malte.
En novembre 1678 il décide d'effectuer son voyage de retour. Il prend un navire de Malte à Livourne en Toscane sur la côte ouest de l'Italie et s'arrête à Florence. Il passe quelque temps à la cour florentine de Cosme III de Médicis et rencontre les autres membres de la famille du grand-duc. Pendant ce temps il jouit d'honneurs élevés ; Jean-Louis revient de nouveau à Venise. De là il traverse l'Italie vers la mer Méditerranée et séjourne dans les cités de Mantoue, Modène, Parme, et Gènes. De Gènes il voyage : il se rend dans le Piémont et visite la forteresse de Casale Monferrato  puis Turin. Dans cette dernière cité il rencontre la reine Marie-Thérèse d'Autriche, épouse de Louis XIV de France, qui le reçoit avec une extrême courtoisie. Jean-Louis passe deux années en Italie, puis il revient à Zerbst. Son voyage avait été plein d'enseignements à tous égards. Son frère aîné Charles-Guillaume le reçoit avec enthousiasme lors de son retour. Mais au début de 1681, l'année où commence la construction du château de Zerbst, il voyage de nouveau et visite les Pays-Bas et la France, deux plus tard il rentre enfin chez lui.
Pour Jean-Louis la carrière militaire est une activité mineure. Au cours de ses voyages les forteresses qu'il visite ne l'intéressent que marginalement. Néanmoins en 1684 il rejoint l'armée impériale où il obtient un rang de capitaine. Ce sont peut-être des considérations financières qui l'obligent à l'accepter. Il sert dans un régiment sous le commandement du général von Scharfenberg et supervise le siège infructueux d'une forteresse en Hongrie. La campagne est un désastre mais Jean-Louis acquiert quelque expérience. Ce n'est qu'au bout de deux ans en 1686 que l'armée vient finalement à bout de la résistance de la forteresse qui est prise. La carrière militaire de Jean-Louis s'achève là et il retourne à la vie civile et commence l'édification de son château de Dornburg.

### Succession
Quand un pacte de famille est soumis à l'empereur pour la confirmation en 1689, Jean-Louis obtient du souverain l'insertion d'une clause protégeant les droits de ses enfants nés d'un mariage légitime et légal bien qu'inégal. En septembre 1693 Charles-Frédéric, âgé de 15 ans, le fils cadet de Charles-Guillaume (mort en 1718), le frère aîné de Jean-Louis meurt. Le seul héritier de la principauté demeure son neveu Jean-Auguste car les deux autres frères aînés de Jean-Louis sont ou célibataires ou sans héritiers masculins. La probabilité que l'héritage de la principauté d'Anhalt-Zerbst revienne à sa lignée devient important. En conséquence il prend les mesures afin d'assurer la succession à ses enfants, et le 7 janvier 1698 il obtient un décret impérial faisant des enfants de son mariage des princes et des princesses d'Anhalt. De ce fait, ils sont considérés comme appartenant à la dynastie et après la mort sans héritier du prince Jean-Auguste d'Anhalt-Zerbst en 1742, les deux fils survivants de Jean-Louis Ier lui succèdent.

## Union et postérité
À Halle le 23 juillet 1687, Jean Louis épouse Christine Éléonore de Zeutsch (née à Hedersleben près d'Eisleben, le 5 juin 1666 – morte à Dornbourg, le 17 mai 1699), issue d'une vieille famille noble de Thuringe. Les circonstances de leurs rencontre sont inconnues. Cependant, il est certain que ce n'était pas une union politique, car elle est clairement considérée comme un mariage morganatique comme le démontrent les démarches entreprises en 1689. Ils ont sept enfants :
- Jean-Louis II, plus tard d'Anhalt-Zerbst ;
- Jean-Auguste d'Anhalt-Dornbourg (né à Dornbourg, le 31 décembre 1689 – mort à Exilles, Dauphiné, le 22 août 1709) ;
- Christian Auguste, ensuite d'Anhalt-Zerbst ;
- Christian-Louis d'Anhalt-Dornbourg (né à Dornbourg, le 5 novembre 1691 – tué au combat à Aire, en Flandre, le 20 octobre 1710) ;
- Sophie Christiane (née à Dornbourg, le 16 décembre 1692 – morte à Zerbst, le 3 mai 1747) ;
- Éléonore Auguste (née à  Dornbourg, le 13 mai 1694 – morte à Dornbourg, le 11 juin 1704) ;
- Jean-Frédéric d'Anhalt-Zerbst (né à Dornbourg, le 14 juillet 1695 – mort à Schaffhausen, le 11 mai 1742), épouse Cajetana de Sperling (morte à Schaffhausen, le 17 décembre 1742), ils ne laissent pas d'héritier.